# Павловський Михайло Олексійович
Павловський Михайло Олексійович (?, Київська губернія, Російська імперія — ?) — старшина Дієвої Армії УНР.

## Життєпис
Народився на Київщині. 
Останнє звання у російській армії — полковник.
Станом на квітень 1919 року — начальник 1-го відділу Адміністративної управи Головного штабу Дієвої Армії УНР. З 3 липня 1919 року — у резерві старшин Головного управління Генерального штабу. Станом на 26 вересня 1919 року — приряджений до штабу Дієвої Армії УНР. 
Доля після жовтня 1919 року невідома.